# Sustipanac
Sustipanac je nenaseljeni otočić u hrvatskom dijelu Jadranskog mora.
Nalazi se u Pirovačkom zaljevu. Lokalno stanovništvo ga naziva "Mojster" (prema samostanu) a poznat je i kao  "Otok ljubavi". Na otočiću su vidljivi ostatci zidina franjevačkog samostana. Kao pobožan čovjek, plemić Draganić je 1510. godine na zapadnoj strani otočića Sustipanca, kojega su Zloseljani (Pirovčani) nazivali i Mojstar, izgradio samostan za fratre trećoredce, koji je djelovao do francuske okupacije Dalmacije početkom XIX. stoljeća. Na istom otočiću je, prije samostana trećoredaca, u ranom srednjem vijeku postojao benediktinski samostan.
Njegova površina iznosi 0,013 km². Dužina obalne crte iznosi 0,47 km.

## Vanjske poveznice
|  | Zajednički poslužitelj ima još gradiva o temi Sustipanac |